# 19968 Palazzolascaris
19968 Palazzolascaris è un asteroide della fascia principale. Scoperto nel 1988, presenta un'orbita caratterizzata da un semiasse maggiore pari a 2,7916766 au e da un'eccentricità di 0,0998959, inclinata di 1,49465° rispetto all'eclittica.
L'asteroide è dedicato al Palazzo Lascaris di Ventimiglia a Torino, sede del Consiglio regionale del Piemonte, che ha sostenuto numerose iniziative dell'Osservatorio Astrofisico di Torino presso cui collabora lo scopritore.